# ラーメンの鳥 パコちゃん
『ラーメンの鳥 パコちゃん』（ラーメンのとり パコちゃん）は、天蓬元帥の4コマ漫画作品。『月刊コミックラッシュ』（ジャイブ）2007年4月号に読み切り掲載の後、同年8月号より2010年11月号まで連載、単行本全3巻。

## ストーリー
ある日の夜、ペットを欲しがっていた姫子の部屋に人間の言葉を話す一羽の鳥が窓を突き破って飛び込んで来る。その鳥――パコちゃん曰く、自分は地球から遥か遠く離れたエメラルド星からやって来たのだという。
こうして、姫子とパコちゃんのドタバタな生活が始まるのであった。

## 登場キャラクター
パコちゃん
人間の言葉をしゃべる不細工な鳥。エメラルド星から来たと自称。姫子の家に押しかける以前はどこで何をしていたか不明であるが、地球の高校卒業証書や180万円もの銀行預金を持っている。ペットを飼いたがっていた姫子の部屋に押しかけで乱入して以来、全く遠慮せず姫子の家に居座っている。豆が好物。
姫子（ひめこ）
中学2年生。裕福な家庭で何不自由無く育って来たが、突如として自分の部屋に飛び込んで来たパコちゃんに平穏な生活をかき乱されてしまう。母は家族と離れてロサンゼルスにある大学院へ研修に行っている。同時期に同じ作者が『月刊COMICリュウ』で連載していた『ちょいあ!』に登場するマユ子の従姉妹である。
笙子（しょうこ）
メイド長。姫子がパコちゃんを隠していることに気付き、追い出そうとするが返り討ちに遭ってしまう。なお、上記『ちょいあ!』に登場するメイド・紫乃とデザインが全く同じである。
姫子の父（ひめこのちち）
資産家。パコちゃんのことは当初、姫子のぬいぐるみだと認識し生きているということを信じようとしなかったがそれには理由があった。
法子（のりこ）
姫子の家庭教師で、英語を教えている。眼鏡がトレードマーク。パコちゃんのことを気に入り、事あるごとに多額の現金や株券を小遣いに与えようとする。